# Ndvungunye
Ndvungunye (auch: Zikodze, Mavuso II.) war König von Swasiland von 1780 bis zu seinem Tod 1815.

## Leben
Ingwenyama Ndvungunye wurde um 1760 geboren. Seine Mutter war Inkhosikati Lomvula Mndzebele.

## Herrschaft
Ndvungunye folgte auf seinen Vater, Ngwane III., nach einer sehr kurzen Regentschaft der Ndlovukati (Herrscherin, wörtl. „Elefantiin“) LaYaka Ndwandwe. Über seine Regierungszeit gibt es nur wenige Aufzeichnungen. Ndvungunye nahm seine Residenz (lilawu) bei Mhlosheni am Fuß der Hügel von Mhlosheni in Shiselweni, (heute der Südosten von Swasiland bei Zombodze), wo schon sein Vater Ngwane gelebt hatte. Sein Hauptmann und Aufseher des königlichen Kraals war Mahagane Hlophe. Der Kraal seiner Ndlovukati war in Lobamba und der Aufseher dort war Danilie Nkambule. Die einflussreichsten Chiefdoms die der Ndwandwe und Mtetwa. In dieser Zeit kam es nur zu geringer Ausdehnung und wenig Konsolidierung, im Unterschied zur Herrschaftszeit seines Sohnes König Sobhuza I. Allerdings kam die Bevölkerung zu Wohlstand, die Herden und in der Folge auch die Bevölkerung wuchs stark an. Die Siedlungen die in seiner Regierungszeit errichtet wurden und unter dem Schutz seines Chief Sukumbili Mbokane standen, bildeten jedoch keine solide Basis für den zukünftigen Swasi–Staat. Nach seinem Tod wurden sie nämlich von den Chiefs von Ndwandwe attackiert. Ndvungunye starb um 1815 nach einem Blitzschlag.

### Familie
Ndvungunye hatte viele Frauen und viele Kinder. Die bekanntesten seiner Frauen sind Lojiba Simelane und Somnjalose Simelane. Der bekannteste seiner Söhne war Sobhuza I., den er mit Somnjalose Simelane hatte. Königinmutter wurde jedoch Lojiba, weil sie die ältere Schwester von Somnjalose war. Sobhuza wurde König nach der Regentschaft von Lomvula Mndzebele.
Ndvungunye wurde in Emakhosini bestattet.
Einige Namen seiner Kinder: Ngwenyama Somhlolo (Sobhuza I., Ngwane IV.); Malunge; Magwegwe; Ngwekati; Phungodze; Sobandla; Sobhiyoze; Sobokazane; Ndlovu; Ngcayini; Fetshane; Cebisa; Mphondvo; Taba.

### Vermächtnis
Die „Ndvungunye Primary school“ in Mzinsangu wurde nach dem König benannt.